# انتهى الدرس يا غبي (مسرحية)
انتهى الدرس يا غبي هي مسرحية كوميدية مصرية عرضت في عام 1975، من بطولة محمد صبحي وهناء الشوربجي ومحمود المليجي وتوفيق الدقن، من تأليف لينين الرملي وإخراج السيد راضي.

## قصة المسرحية
دكتور فريد (محمود المليجي) يكتشف جزء في مخ الإنسان يساعد على الذكاء إذا أجريت فيه عملية من خلال القفا وتساعدة في ذلك ابنتة نبيلة (هناء الشوربجي) فتأتي بشخص متخلف عقليا يدعى سطوحي (محمد صبحي) فيجدوه في غاية الغباء فيراهن دكتور فريد زميله الدكتور شفيق (توفيق الدقن) على العملية ولكن بعد العملية وجدوا أن سطوحي ما زال متخلف وبعد أن يترك دكتور شفيق المنزل يجدوا سطوحي قد زادت نسبة ذكائه فيعلموه العربية والحساب والإتيكيت فيعترف لنبيلة بحبه لها وبعدها يترك المنزل لمدة سنة ليعود لهم إنسان جديد.

## طاقم التمثيل
- محمد صبحي: (سطوحي)
- محمود المليجي: (الدكتور فريد)
- توفيق الدقن: (الدكتور شفيق)
- هناء الشوربجي: (نبيلة)
- محمد متولي:  (سامي)
- محمد فريد:  (عبده)
- يوسف عيد: (سمير)
- فاطمة لطفي: (سلوى)
- فتحية طنطاوي:  (سنية)

## فريق العمل
- إخراج مسرحي: السيد راضي
- إخراج تلفزيوني: منير التوني
- تأليف: لينين الرملي
- تصوير: فتحي عبد العال، صادق نويرة، عثمان حلمي، أنور الدسوقي
- مونتاج: سمير حمزة
- موسيقى: مرسي الحطاب
- إنتاج: المسرح الجديد (مصطفى بركة)